# 塞比
塞比（法語：Séby，法語發音：[sebi]）是法国大西洋比利牛斯省的一个市镇，位于该省东北部，属于波城区。

## 地理
塞比（43°29'10"N, 0°23'36"W）面积5.97 平方千米，位于法国新阿基坦大区大西洋比利牛斯省，该省份为法国东南部省份，涵盖了贝阿恩与北巴斯克，西临大西洋比斯開灣，北至朗德省，东北接热尔省，东临上比利牛斯省，南与西班牙接壤。
与塞比接壤的市镇（或旧市镇、城区）包括：欧加、杜米、隆松、梅拉克、米亚洛斯、维旺。

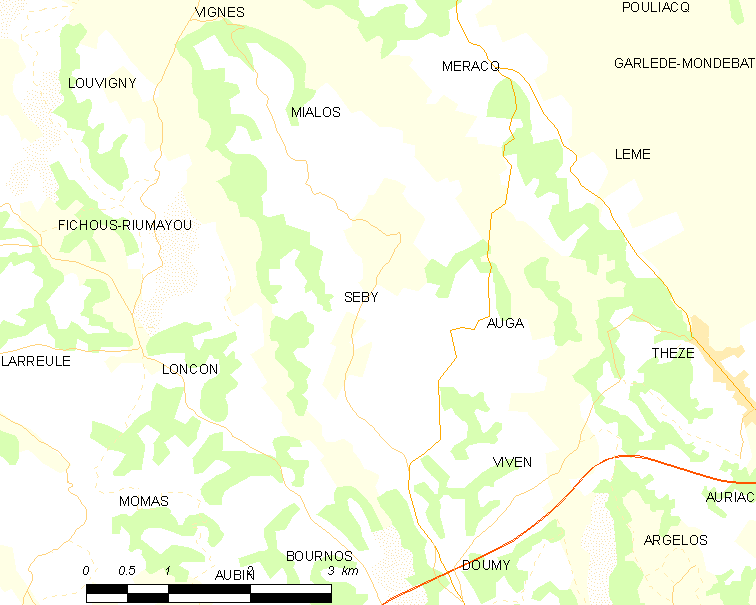
塞比的OSM定位图

塞比的时区为UTC+01:00、UTC+02:00（夏令时）。

## 行政
塞比的邮政编码为64410，INSEE市镇编码为64514。

## 政治
塞比所属的省级选区为阿尔蒂克斯和苏贝斯特尔地区县。

## 人口

1962-2008年间塞比人口变化图示

塞比于2022年1月1日时的人口数量为210人。